# Agni (odrůda révy vinné)
Agni (zkratka Ag) je moštová odrůda révy vinné (Vitis vinifera), určená k výrobě červených vín. Odrůda byla vyšlechtěna v roce 1973 v České republice, na Moravě, křížením odrůd André a Irsai Oliver.

## Popis
Réva vinná (Vitis vinifera) odrůda Agni je jednodomá dřevitá pnoucí liána, dorůstající v kultuře až několika metrů. Kmen tloušťky až několik centimetrů je pokryt světlou borkou, která se loupe v pruzích. Úponky révy umožňují této rostlině pnout se po pevných předmětech. Růst je středně bujný se vzpřímenými letorosty.
List odrůdy je středně velký, čepel srdcovitá, bez vyznačených laloků či tří- až pětilaločnatá s mělkými horními bočními výkroji. Vrchní strana čepele listu je slabě puchýřnatá, hluboce vrásčitá, spodní je jemně štětinatá, řapíkový výkroj je otevřený, většinou klínovitý či lyrovitý s ostrým dnem, řapík listu je dlouhý, narůžovělý, stejně jako žilnatina listu v okolí řapíku.
Oboupohlavní pětičetné květy v hroznovitých květenstvích jsou žlutozelené, samosprašné. Plodem je malá, kulatá bobules voskovým povlakem. Barva bobule je modročerná, dužnina je bez zbarvení, rozplývavá, muškátové chuti. Hrozen je malý až středně velký (119 g), válcovitě-kuželovitý, hustý, na bázi s křidélky.

## Původ a rozšíření
Agni je raná až středně raná moštová odrůda révy vinné (Vitis vinifera), kříženec odrůd André a Irsai Oliver s pracovním názvem AN x IO PE-11/47, který vyšlechtil kolektiv šlechtitelů Jan Havlík, Ing. František Zatloukal a Ing. Ludvík Michlovský ve ŠSV Velké Pavlovice v roce 1973. Dále se pak pokračovalo se šlechtěním v ŠSV Perná. V ČR je udržovatelem odrůdy Doc. Ing. Miloš Michlovský, DrSc., odrůda je právně chráněna.
Do Státní odrůdové knihy České republiky byla odrůda zapsána roku 2001. V praxi se dosud pěstování odrůdy ve větším rozsahu nerozšířilo, menší, ověřovací výsadby jsou na Moravě, většinou v mikulovské podoblasti, roku 2010 to bylo 6 hektarů, tedy 0,01 % plochy vinic ČR, průměrné stáří vinic bylo roku 2010 asi 15 let.

## Název
Název odrůdy je volnou kombinací názvů rodičovských odrůd, možná je však inspirován védským božstvem ohně, Agni.

## Pěstování
Réví dobře vyzrává. Proti poškození zimními mrazy je odolná středně. Odrůdu je možno pěstovat na většině vedení bez nároků na specifický řez, zatížení se může pohybovat v rozsahu 8–10 oček na m². Odrůda je vitální, vhodné podnože jsou T 5C, SO-4, Cr 2 a 125 AA. Plodnost odrůdy je vysoká, 9–15 t/ha (3,68 kg/keř), cukernatost moštu bývá 21–25 °NM a obsah kyselin 6,5–8 g/l.

### Fenologie
Doba rašení oček je velmi raná až raná, kvetení středně rané, raná až středně raná odrůda dozrává v první polovině září, sklízet se může až do počátku října, v dobrých letech lze dosáhnout i tvorby cibéb.

### Choroby a škůdci
Odrůda je pouze středně odolná vůči houbovým chorobám, citlivá je na plíseň révovou (Plasmopara viticola), v ročnících s vlhkým a teplým podzimním počasím a v hustých hroznech trpí plísní šedou (Botrytis cinerea), padlí révovému (Uncinula necator) odolává středně dobře.

### Poloha a půdy
Nemá zvláštní požadavky na stanoviště či na typy půd, vhodné jsou půdy hlinitopísčité s dobrým vodním hospodařením. Málo vhodná je do poloh s častým výskytem jarních mrazíků. Pro svoji ranost je vhodná k pěstování v okrajových vinařských oblastech. Vhodné jsou přirozeně svahovité pozemky s dobrou expozicí, méně vhodné lokality s výsušnými půdami.

## Víno
Agni má poměrně vysoký obsah barviv a nevyžaduje proto příliš dlouhou maceraci hroznů. Vhodným typem vína je lehčí, chuťově jemné a zajímavě aromatické víno s nižším obsahem tříslovin. V průběhu macerace musíme kontrolovat, zda nedochází k extrakci hořkých chuťových látek z hroznů. Na rozdíl od většiny modrých odrůd může být vhodná reduktívní technologie v nerezových nádobách, bude pozitivně ovlivňovat udržení odrůdového muškátového aroma a svěžesti vína. Není vhodné biologické odbourávání kyseliny jablečné, mohlo by poškodit aromatický projev vína.
Odrůdové víno je plné, zvláštního, pro červená vína nezvyklého typu s výrazným můškátovým aroma. Odrůda by se pravděpodobně mohla uplatnit při výrobě vín dezertních. Dosahuje vysoké cukernatosti v raném sortimentu registrovaných modrých moštových odrůd. Barva typických vín je nadprůměrně sytá, intenzívně červená, vůně výrazně muškátová, doplněná květinovými tóny, chuť je plná, příjemná, tříslovina velmi jemná. Ve vůni a chuti můžeme hledat muškát a exotické tóny. Odrůdová vína nejsou příliš vhodná k archivaci.

### Stolování
Vína se podávají k dezertům a k sýrům se zelenou plísní, rozhodně jsou zajímavá též samostatně, jako specifický typ červených muškátových vín.

### Multimédia
- Ing. Radek Sotolář : Multimediální atlas podnožových, moštových a stolních odrůd révy, Mendelova zemědělská a lesnická universita Brno, zahradnická fakulta v Lednici
- Martin Šimek : Encyklopédie všemožnejch odrůd révy vinné z celýho světa s přihlédnutím k těm, co již ouplně vymizely, 2008–2012